# Candice Bergen
Candice Patricia Bergen (Los Ángeles, California, 9 de mayo de 1946) es una actriz y productora de cine y televisión estadounidense. Ganadora de dos Globos de Oro y de cinco Premios Emmy. Candidata a los Premios Óscar, BAFTA y los Premios del Sindicato de Actores. Conocida por sus intervenciones en películas como Vivir para vivir (1967), Starting Over (1979), Ricas y famosas (1981), Gandhi (1982), Miss Congeniality (2000) o Sweet Home Alabama (2002). También ha participado en series de televisión como la exitosa Murphy Brown (1988-1998) y Boston Legal (2005-2008).

## Biografía
Candice Bergen nació en el barrio de Beverly Hills, Los Ángeles, Estados Unidos. Hija de Edgar Bergen, un popular ventrílocuo de Estados Unidos y de la modelo Frances Bergen, cuyo apellido antes de casarse era Westerman. Acudió a la Universidad de Pensilvania, de donde fue expulsada por suspender dos asignaturas, a lo que Bergen comentó: "suspendí una de esas dos asignaturas, arte, simplemente porque era incapaz de llegar a esa clase de las 8 de la mañana a tiempo". Estudió arte dramático en Greenwich Village, Nueva York. El 27 de septiembre de 1980 se casó con el director, guionista y productor Louis Malle, de quien se quedó viuda el 23 de noviembre de 1995. Tuvieron una hija, Chloe Malle, nacida en 1985. En el año 2000 contrajo matrimonio con Marshall Rose, un magnate de Nueva York, el 15 de junio. Es vegetariana y habla con fluidez el idioma francés.
En su juventud, fue novia de Terry Melcher, hijo de Doris Day, amigo por entonces de Charles Manson. Se dice que este planeó matarlos, cuando Melcher lo rechazó a la hora de ayudar a lanzarlo en la industria musical, hecho que Manson tomó como una traición; así, habría mandado a sus discípulos a la casa de Cielo Drive para que lo asesinaran.

## Carrera

### Inicios -Murphy Brown
Comenzó su carrera cinematográfica con la película dirigida por Sidney Lumet El grupo (1966), en la que daba vida a Lakey, una mujer lesbiana. Ese mismo año apareció junto a Steve McQueen en The Sand Pebbles. En 1967 protagonizó la historia de un triángulo amoroso, junto a Yves Montand y Annie Girardot, en la película Vivir para vivir, de Claude Lelouch, con el personaje "Candice"; esta película fue musicalizada por Francis Lai y nominado al Óscar a la mejor película extranjera. 
En la década de los años 70 intervendría en películas como Getting Straight (1970) con Elliot Gould, Soldado azul junto a Peter Strauss dirigida por Ralph Nelson y la cinta dirigida por Mike Nichols Conocimiento carnal (Carnal Knowlegde, 1971), con Jack Nicholson; el western Bite the Bullet (1975), junto a Gene Hackman; el drama The Wind and the Lion (1975) al lado de Sean Connery; y en la comedia producida por James L. Brooks, Starting Over (1979). Por su interpretación de Jessica fue candidata al Óscar a la mejor actriz de reparto y al Globo de Oro a la mejor actriz de reparto. Bergen declaró que "siempre he dicho que la generosidad y sensibilidad de Burt Reynolds fueron en gran medida responsables de mi nominación al Óscar".
A principios de la siguiente década apareció en Rich and Famous (Ricas y famosas, 1981), última película de George Cukor, y en Gandhi (1982), dirigida por Richard Attenborough y que le supuso ser candidata al BAFTA a la mejor actriz de reparto.

### DeMurphy BrownaBoston Legal
En 1988 dio vida al personaje de Murphy Brown en la serie de televisión de título homónimo. Interpretó a dicho personaje durante diez años, entre 1988 y 1998, durante los cuales recibió dos Globos de Oro a la mejor actriz de televisión – comedia o musical y cinco premios Emmy como mejor actriz de televisión – comedia. Además participó en las tareas de producción como productora ejecutiva de 31 episodios. Tras recibir su quinto Emmy por este personaje la actriz declinó recibir más nominaciones por este personaje, puesto que había ganado en cinco ocasiones de un total de siete candidaturas. También fue candidata a los Premios del Sindicato de Actores como mejor actriz de televisión – comedia y como mejor reparto en una serie de televisión – comedia.
Una vez que la serie fue cancelada el 18 de mayo de 1998, Bergen regresó al cine con la comedia Miss Congeniality (2000), protagonizada por Sandra Bullock, en la que interpretó a una antigua reina de la belleza, Kathy Morningside, encargada de presentar el concurso de Miss Estados Unidos. La cinta sumó 212 millones de dólares internacionalmente, siendo su película más taquillera hasta la fecha. En 2002 intervino en la comedia romántica protagonizada por Reese Witherspoon Sweet Home Alabama (2002), encarnando a la alcaldesa de Nueva York, Kate Hennings.

### Boston Legal– presente

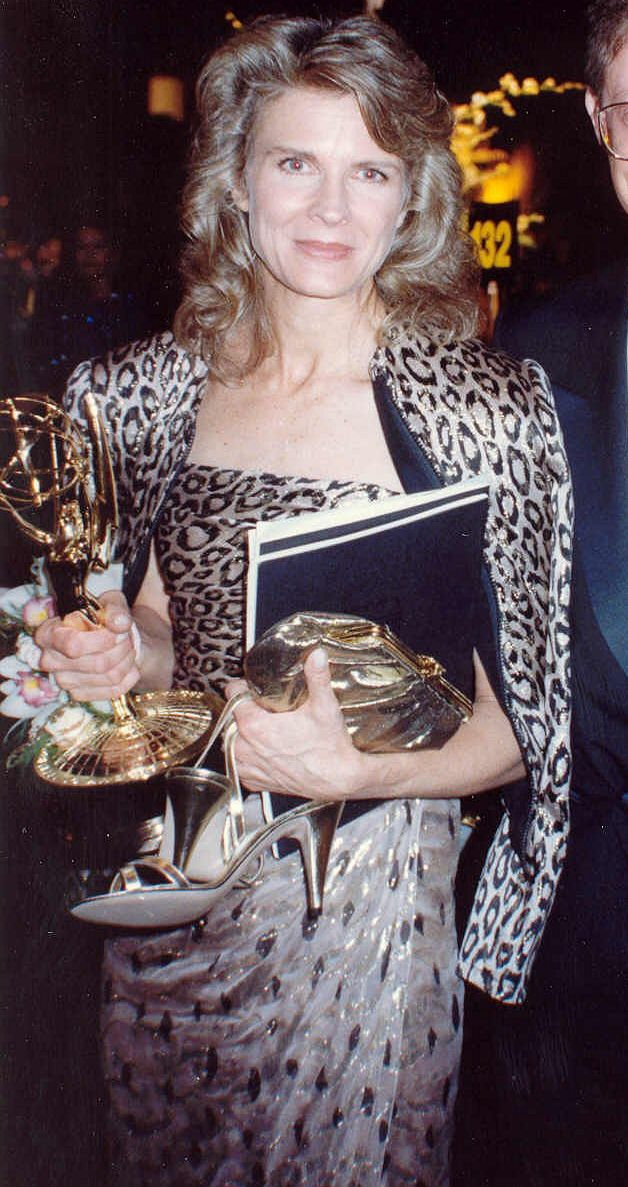
Candice Bergen sostiene su Premio Emmy en la ceremonia de 1989.

En 2005 se unió al reparto de la serie de televisión Boston Legal, en la que también aparecen James Spader y William Shatner, con quien ya trabajó años antes en Miss Congeniality. Su interpretación de Shirley Smith le supuso ser candidata nuevamente al Globo de Oro a la mejor actriz secundaria en serie, miniserie o telefilme, al Emmy a la mejor actriz de reparto en serie de comedia y al premio del sindicato de actores, como mejor actriz de televisión – comedia y como mejor reparto.
Anteriormente a su participación en la serie también intervino en otras producciones televisivas como Sex and the City (2004), Law and Order (2004) o Will and Grace (2004). En 2006 apareció en The Women, remake de la cinta de mismo título de George Cukor, en la que compartió pantalla con actrices como Meg Ryan o Annette Bening. Y en 2009 apareció brevemente en la comedia protagonizada por Kate Hudson y Anne Hathaway, Guerra de novias. También apareció en tres episodios de la serie House M. D. (2011).

## Filmografía

### Cine
| Año  | Título                               | Personaje             | Notas                               |
| ---- | ------------------------------------ | --------------------- | ----------------------------------- |
| 1966 | El grupo                             | 'Lakey' Eastlake      |                                     |
| 1966 | The Sand Pebbles                     | Shirley Eckert        |                                     |
| 1967 | The Day the Fish Came Out            | Electra Brown         |                                     |
| 1967 | Vivir para vivir                     | Candice               |                                     |
| 1968 | The Magus                            | Lily                  |                                     |
| 1970 | The Adventurers                      | Sue Ann Daley         |                                     |
| 1970 | Getting Straight                     | Jan                   |                                     |
| 1970 | Soldier Blue                         | Cresta Maribel Lee    |                                     |
| 1971 | Carnal Knowledge                     | Susan                 |                                     |
| 1971 | The Hunting Party                    | Melissa Ruger         |                                     |
| 1971 | T.R. Baskin                          | T.R. Baskin           |                                     |
| 1974 | 11 Harrowhouse                       | Maren Shirell         |                                     |
| 1975 | The Wind and the Lion                | Eden Pedecaris        |                                     |
| 1975 | Bite the Bullet                      | Señorita Jones        |                                     |
| 1977 | The Domino Principle                 | Ellie Tucker          |                                     |
| 1978 | A Night Full of Rain                 | Lizzy                 |                                     |
| 1978 | Oliver's Story                       | Marcie Bonwit         |                                     |
| 1979 | Starting Over                        | Jessica Potter        |                                     |
| 1981 | Rich and Famous                      | Merry Noel Blake      |                                     |
| 1982 | Gandhi                               | Margaret Bourke-White |                                     |
| 1984 | 2010                                 | SAL 9000              | Voz. Acreditada como Olga Mallsnerd |
| 1985 | Stick                                | Kyle McClaren         |                                     |
| 2000 | Miss Congeniality                    | Kathy Morningside     |                                     |
| 2002 | Sweet Home Alabama                   | Mayor Kate Hennings   |                                     |
| 2003 | View from the Top                    | Sally Weston          |                                     |
| 2003 | The In-Laws                          | Judy Tobias           |                                     |
| 2008 | Sex and the City                     | Enid Frick            | Cameo                               |
| 2008 | The Women                            | Catherine Frazier     |                                     |
| 2009 | Bride Wars                           | Marion St. Claire     |                                     |
| 2010 | The Romantics                        | Augusta Hayes         |                                     |
| 2014 | A Merry Friggin' Christmas           | Donna Mitchler        |                                     |
| 2014 | Richard Attenborough: A Life in Film | Ella misma            | Documental                          |
| 2016 | Rules Don't Apply                    | Nadine Henly          |                                     |
| 2017 | The Meyerowitz Stories               | Julia                 |                                     |
| 2017 | Home Again                           | Lillian Stewart       |                                     |
| 2018 | Book Club                            | Sharon Myers          |                                     |
| 2020 | Let Them All Talk                    | Roberta               |                                     |
| 2022 | As They Made Us                      | Barbara               |                                     |
| 2023 | Book Club: The Next Chapter          | Sharon Myers          |                                     |

### Televisión
| Año       | Título                        | Personaje             | Notas                              |
| --------- | ----------------------------- | --------------------- | ---------------------------------- |
| 1967      | Coronet Blue                  | Enid Toler            | Episodio: "The Rebels"             |
| 1969      | The Woody Allen Special       | Varios papeles        | Especial de televisión             |
| 1975–1981 | Saturday Night Live           | Ella misma            | 7 episodios                        |
| 1976      | The Muppet Show               |                       | Episodio: "Candice Bergen"         |
| 1985      | Hollywood Wives               | Elaine Conti          | 2 episodios                        |
| 1985      | Merlin and the Sword          | Morgan le Fay         | Película de televisión             |
| 1985      | Murder: By Reason of Insanity | Ewa Berwid            | Película de televisión             |
| 1987      | Trying Times                  | Barbara               | Episodio: "Moving Day"             |
| 1987      | Mayflower Madam               | Sydney Biddle Barrows | Película de televisión             |
| 1988–1998 | Murphy Brown                  | Murphy Brown          | 259 episodios                      |
| 1992      | Seinfeld                      | Murphy Brown          | Episodio: "The Keys"               |
| 1994–1995 | Understanding                 | Narradora             | 4 episodios                        |
| 1996      | Mary & Tim                    | Mary Horton           | Película de televisión             |
| 1997      | Ink                           | Murphy Brown          | Episodio: "Murphy's Law"           |
| 2000      | Family Guy                    | Gloria Ironbox        | 2 episodios                        |
| 2002–04   | Sex and the City              | Enid Frick            | 3 episodios                        |
| 2003      | Footsteps                     | Daisy Lowendahl       | Película de televisión             |
| 2004      | Law & Order                   | Juez Amanda Anderlee  | Episodio: "The Brotherhood"        |
| 2004      | Will & Grace                  | Ella misma            | Episodio: "Strangers with Candice" |
| 2005      | Law & Order: Trial by Jury    | Juez Amanda Anderlee  | 3 episodios                        |
| 2005–2008 | Boston Legal                  | Shirley Schmidt       | 84 episodios                       |
| 2011      | House M. D.                   | Arlene Cuddy          | 3 episodios                        |
| 2013      | The Michael J. Fox Show       | Beth Henry            | Episodio: "Thanksgiving"           |
| 2014      | Beautiful & Twisted           | Bernice Novack        | Película de televisión             |
| 2015      | Battle Creek                  | Constance             | Episodio: "Mama's Boy"             |
| 2016      | BoJack Horseman               | The Closer            | Voz. Episodio: "Stop the Presses"  |
| 2021      | The Conners                   | Barb                  | 3 episodios                        |

## Premios
Premios Óscar
| Año  | Categoría               | Trabajo nominado  | Resultado |
| ---- | ----------------------- | ----------------- | --------- |
| 1980 | Mejor actriz de reparto | Comenzar de nuevo | Nominada  |

Premios BAFTA
| Año  | Categoría               | Trabajo nominado | Resultado |
| ---- | ----------------------- | ---------------- | --------- |
| 1983 | Mejor actriz de reparto | Gandhi           | Nominada  |

Premios Globo de Oro
| Año  | Categoría                                               | Trabajo nominado | Resultado |
| ---- | ------------------------------------------------------- | ---------------- | --------- |
| 1967 | Nueva estrella del año - Actriz                         | El grupo         | Nominada  |
| 1967 | Nueva estrella del año - Actriz                         | The Sand Pebbles | Nominada  |
| 1980 | Mejor actriz de reparto                                 | Starting Over    | Nominada  |
| 1989 | Mejor actriz - Serie de Comedia                         | Murphy Brown     | Ganadora  |
| 1990 | Mejor actriz - Serie de Comedia                         | Murphy Brown     | Nominada  |
| 1991 | Mejor actriz - Serie de Comedia                         | Murphy Brown     | Nominada  |
| 1992 | Mejor actriz - Serie de Comedia                         | Murphy Brown     | Ganadora  |
| 1993 | Mejor actriz - Serie de Comedia                         | Murphy Brown     | Nominada  |
| 1994 | Mejor actriz - Serie de Comedia                         | Murphy Brown     | Nominada  |
| 1995 | Mejor actriz - Serie de Comedia                         | Murphy Brown     | Nominada  |
| 1996 | Mejor actriz - Serie de Comedia                         | Murphy Brown     | Nominada  |
| 2006 | Mejor actriz de reparto de serie, miniserie o telefilme | Boston Legal     | Nominada  |

Premios Emmy
| Año  | Categoría                                 | Trabajo nominado | Resultado |
| ---- | ----------------------------------------- | ---------------- | --------- |
| 1989 | Mejor actriz - Serie de comedia           | Murphy Brown     | Ganadora  |
| 1990 | Mejor actriz - Serie de comedia           | Murphy Brown     | Ganadora  |
| 1991 | Mejor actriz - Serie de comedia           | Murphy Brown     | Nominada  |
| 1992 | Mejor actriz - Serie de comedia           | Murphy Brown     | Ganadora  |
| 1993 | Mejor actriz - Serie de comedia           | Murphy Brown     | Nominada  |
| 1994 | Mejor actriz - Serie de comedia           | Murphy Brown     | Ganadora  |
| 1995 | Mejor actriz - Serie de comedia           | Murphy Brown     | Ganadora  |
| 2006 | Mejor actriz de reparto - Serie dramática | Boston Legal     | Nominada  |
| 2008 | Mejor actriz de reparto - Serie dramática | Boston Legal     | Nominada  |

Premios del Sindicato de Actores
| Año  | Categoría                        | Trabajo nominado | Resultado |
| ---- | -------------------------------- | ---------------- | --------- |
| 1995 | Mejor reparto - Serie de comedia | Murphy Brown     | Nominada  |
| 1995 | Mejor actriz - Serie de comedia  | Murphy Brown     | Nominada  |
| 1996 | Mejor actriz - Serie de comedia  | Murphy Brown     | Nominada  |
| 2006 | Mejor reparto - Serie de comedia | Boston Legal     | Nominada  |
| 2006 | Mejor actriz - Serie de comedia  | Boston Legal     | Nominada  |
| 2007 | Mejor reparto - Serie dramática  | Boston Legal     | Nominada  |
| 2008 | Mejor reparto - Serie dramática  | Boston Legal     | Nominada  |
| 2009 | Mejor reparto - Serie dramática  | Boston Legal     | Nominada  |